# Suono libero
Suono libero è un album prodotto da Gigi D'Agostino. È composto da 2 cd, impostati su due differenti livelli, complementari tra loro in un'unica simbolica unione; il primo dei due cd esprime infatti un alto livello di dance fine anni '90 inizio anni 2000, e ciò è evidenziato dalla presenza di canzoni storiche di Gigi, remixate con atmosfere paesaggistiche e folkloristiche, leggiadre e curate nei dettagli: sono esempi L'amour toujours (forte forte), Another Way (angeli in festa), La passion (angeli in festa), La danza del sole, contenente al suo interno la melodia centrale e la traccia parlata della canzone Bla Bla Bla.
Il secondo dei due cd dell'opera è invece impostato sul Lento Violento, come Però, Intendo dire, Mi sono capito, riproposizioni di pezzi del cd Lento Violento e addirittura richiami alla scuola rap/hiphop americana (evidentemente apprezzata dall'artista) in un'armonia sonora davvero originale ma sempre riconducibile a Gigi D'Agostino.

## Tracce

### CD 1
1. L'amour toujours (forte forte) (Gigi D'Agostino)
2. Casa Dag (Gigi D'Agostino)
3. Another Way (angeli in festa) (Gigi D'Agostino)
4. La passion (angeli in festa) (Gigi D'Agostino)
5. La danza del sole (Gigi D'Agostino)
6. The Riddle (get up) (Gigi D'Agostino)
7. Inventi (Gigi D'Agostino)
8. A volte io mi perdo (Gigi D'Agostino)
9. Io vorrei non vorrei ma se vuoi (Mogol/Lucio Battisti)
10. Pioggia e sole (Gigi D'Agostino)
11. Sentirsi così (Gigi D'Agostino)
12. Il trip del vagabondo (Mr. Dendo)
13. Magic of Love (Gigi D'Agostino & Luca Noise Sintesi Mix) (Luca Noise)
14. Indiano Dag (Gigi D'Agostino)
15. Walking (Gigi D'Agostino)
16. Casa Dag (au-uon) (Gigi D'Agostino)
17. Magia (Gigi D'Agostino)

### CD 2
1. Paese in festa (Gigi D'Agostino)
2. Narcotic (Gigi D'Agostino)
3. Evviva le nana (Dottor Dag)
4. Intendo dire (Dottor Dag)
5. Mi sono capito (Dottor Dag)
6. L'uomo dei fenomeni (Dottor Dag)
7. Paciocco (Dottor Dag)
8. Save the rap (impiccio mix) (Nuovi Step)
9. Legnata distorta (Dottor Dag)
10. Quoting (mani a destra mani a sinistra) (Dottor Dag)
11. Pomp (Dottor Dag)
12. Però (Dottor Dag)
13. Capocantiere (Dottor Dag)
14. Comunitensa (Dottor Dag)
15. La ninna nanna (Dottor Dag)
16. Esercizio del braccio (Dottor Dag)
17. Musicore (Dottor Dag)
18. Believe (Dottor Dag)
19. Materasso Dag (Dottor Dag)
20. Grattino Dag (Dottor Dag)
21. In to the Bam (settore terziario) (Tarro Noise & Zarro Dag)
22. Mi sta sulla cassa (Dottor Dag)
23. Distorsione Dag (lussazione mix) (Dottor Dag)